# 瓦伦特·辛科维奇
瓦伦特·辛科维奇（1988年8月2日—），克罗地亚男子赛艇运动员。他曾代表克罗地亚参加2012年、2016年和2020年夏季奥林匹克运动会赛艇比赛，获得二枚金牌和一枚银牌。

## 家庭
弟弟马丁·辛科维奇。